# Zehna
Zehna é um município da Alemanha, situado no distrito de Rostock, no estado de Mecklemburgo-Pomerânia Ocidental. Tem 25,76 km² de área, e sua população em 2019 foi estimada em 643 habitantes.